# Catanduanes (ilha)
A ilha Catanduanes, também chamada Virac, é a principal ilha da província de Catanduanes, nas Filipinas, situando-se a leste da península de Bicol. 